# 일렉트릭 어쿠스틱 기타

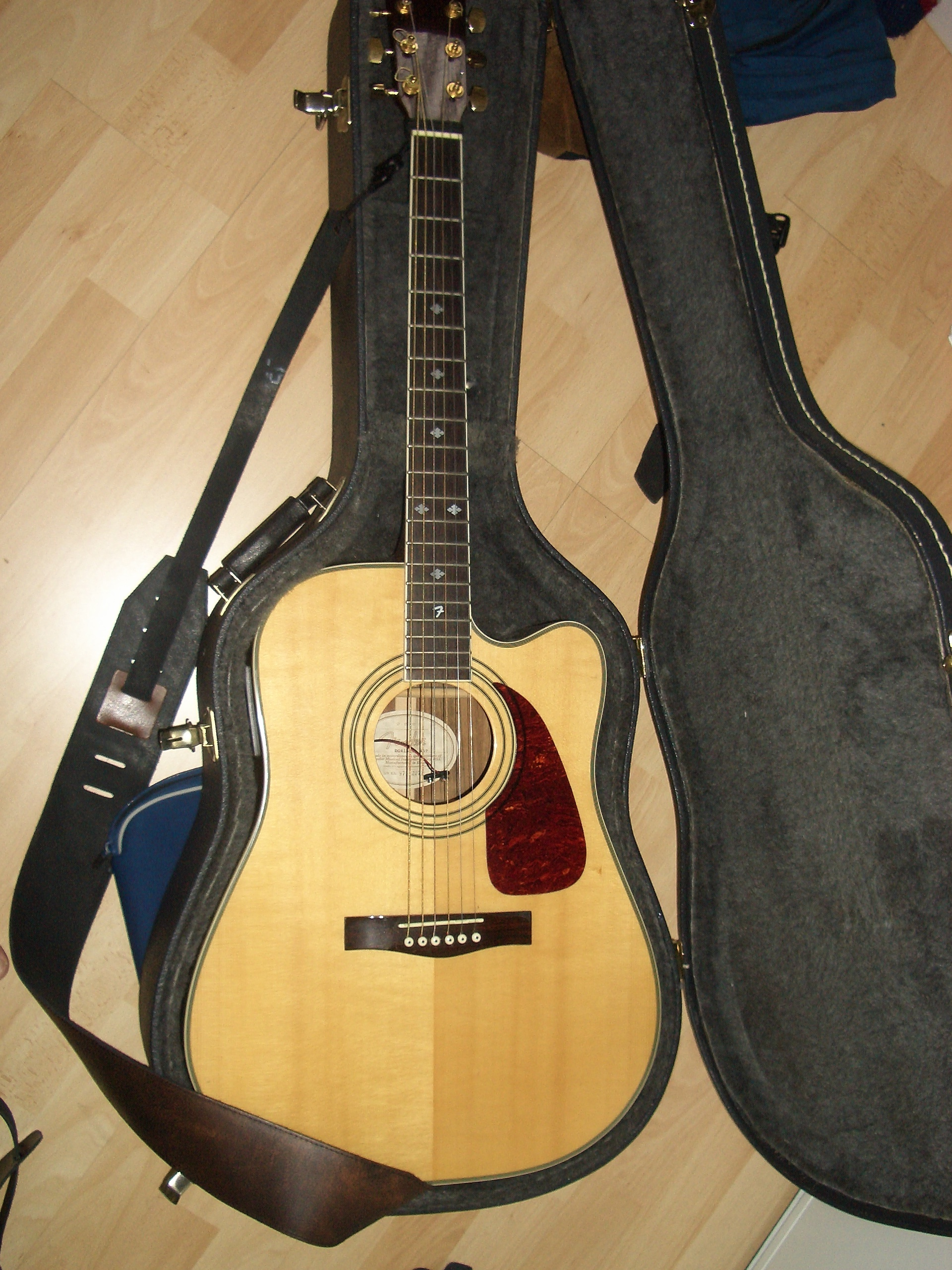
Fender DG-41SCE

일렉트릭 어쿠스틱 기타(Electric acoustic guitar)는 어쿠스틱 기타에 픽업을 장착하여 앰프 등에서 큰 소리로 연주하는 것을 가능하게 한 기타이다. 대중 음악 콘서트의 음량화의 흐름 속에서 어쿠스틱 기타 본래의 소리를 그대로 증폭하기 위해 개발되었다. 고 한

## 같이 보기
- 일렉 기타
- 세미어쿠스틱 기타
- 현악기